# Discus engonata
Discus engonata é uma espécie de gastrópode da família Discidae.
Foi endémica de Canárias.